# Павлов, Юрий Викторович
Юрий Викторович Павлов (20 января 1952, Томск — 4 октября 2004, Санкт-Петербург) — советский баскетболист. Рост — 200 см. Заслуженный мастер спорта СССР (1974).
Окончил Ленинградский кораблестроительный институт (1977), ГДОИФК имени П. Ф. Лесгафта (1981).

## Биография
Начал заниматься баскетболом в студенческой команде Томского политехнического института под руководством заслуженного тренера РСФСР Георгия Иосифовича Реша.
В 1972—1988 годах выступал за «Спартак» (Ленинград), капитан команды.
Государственный тренер ЦС профсоюзов по Ленинграду в 1986—1988 гг.
Играющий тренер БК «Гронинген» (Голландия) в 1988—1991 гг. Также играл в Болгарии.
Тренер, затем директор СДЮСШОР «Спартака» (СПб) в 1994—1996 годах.
Главный тренер «Спартака» (СПб) в 1999—2000 годах. Генеральный менеджер «Санкт-Петербургских львов» в 2001 году.
Вице-президент Федерации баскетбола в Санкт-Петербурге в 1997—2000 гг.
Последние годы жизни страдал от лейкемии. Скончался 4 октября 2004 года, похоронен на Северном кладбище.
В Санкт-Петербурге с ноября 2005 года проводится турнир ветеранов по баскетболу «Кубок памяти друзей» памяти Ю. В. Павлова.

### Семья
Жена — Павлова (Донгаузер) Наталья Евгеньевна, мастер спорта СССР, заслуженный тренер России по фигурному катанию.

## Достижения
- Чемпион мира 1974 года
- Серебряный призёр ЧЕ-75, бронзовый ЧЕ-73
- Чемпион СССР 1975; серебряный призёр чемпионатов СССР 1974, 1976, 1978 годов; бронзовый призёр 1981 года
- Серебряный призёр VI Спартакиады народов СССР (1975)
- Обладатель Кубка СССР 1978 года
- Серебряный призёр Универсиады-1974
- Обладатель КОК 1973, 1975